# Beyond the Veil
Pour les articles homonymes, voir Veil.
Albums de Tristania
Widow's Weeds
(1998) World of Glass
(2001)
Beyond the Veil est le deuxième album studio du groupe de metal gothique norvégien Tristania. L'album est sorti le 8 septembre 1999 sous le label Napalm Records.
Il s'agit du dernier album du groupe enregistré avec le chanteur guitariste et principal compositeur Morten Veland au sein de la formation.

## Musiciens
- Vibeke Stene - Chant féminin
- Morten Veland - Chant, Guitare
- Anders H. Hidle - Guitare, Chant
- Rune Østerhus - Basse
- Einar Moen - Claviers
- Kenneth Olsson - Batterie

### Musiciens de session
- Østen Bergøy - Chant clair
- Pete Johansen - Violon
- Jan Kenneth Barkved - Chant clair sur le titre Heretique
- Hilde T. Bommen - Chœurs
- Maiken Stene - Chœurs
- Sissel B. Stene - Chœurs
- Jeanett Johannessen - Chœurs
- Rino A. Kolstø - Chœurs

## Liste des morceaux
1. Beyond The Veil – 6:37
2. Aphelion – 7:49
3. A Sequel Of Decay – 6:32
4. Opus Relinque – 6:06
5. Lethean River – 5:55
6. ...Of Ruins And A Red Nightfall – 6:21
7. Simbelmynë – 0:59
8. Angina – 4:38
9. Heretique – 4:49
10. Dementia – 2:21